# Dyspozytornia ruchu „Grzybek” w Szczecinie
„Grzybek” – potoczna nazwa budynku dyspozytorni komunikacji miejskiej, który w latach 1970–2007 stał na skrzyżowaniu alei Niepodległości z ulicą Księdza Kardynała Stefana Wyszyńskiego, na obszarze szczecińskiego osiedla Stare Miasto, w dzielnicy Śródmieście. Obiekt przez wiele lat był popularnym wśród mieszkańców Szczecina miejscem spotkań.

## Historia
W 1967 r. rozpoczęła się przebudowa układu komunikacyjnego placu Brama Portowa. W ramach tej inwestycji na narożniku ówczesnej ulicy Wielkiej i alei Niepodległości wzniesiono parterową rotundę kas biletowych. Tuż obok w 1970 r. zgodnie z projektem Kazimierza Stachowiaka powstał okrągły, modernistyczny, piętrowy pawilon, w którym umieszczono stanowisko dyspozytora ruchu i centralę telefoniczną. Ponieważ wówczas niemożliwe było jeszcze przestawienie położenia zwrotnic w sposób zdalny, motorniczy musieliby za każdym razem zatrzymywać tramwaj przed skrzyżowaniem i przestawiać zwrotnice ręcznie. Zadanie to ułatwiał dyspozytor ruchu, który sterował zwrotnicami z pulpitu umieszczonego w „Grzybku”. Centrala telefoniczna umożliwiała za pośrednictwem radiotelefonów kontakt dyspozytora z kierowcami autobusów i motorniczymi tramwajów.
W latach 80. XX wieku upowszechnienie się systemu sterowania zwrotnicami z poziomu pulpitu sterowniczego w tramwaju doprowadziło do marginalizacji „Grzybka”. Uruchomiono nową dyspozytornię przy ulicy Mariackiej, a rolę dyspozytorów pracujących w „Grzybku” ograniczono jedynie do pełnienia nadzoru nad ruchem na placu Brama Portowa. W latach 90. XX wieku „Grzybek” został wyłączony z eksploatacji i zaczął służyć jako nośnik reklamowy. W 2006 roku teren dyspozytorni i kas biletowych został sprzedany hiszpańskiej grupie inwestycyjnej CR, a w 2007 r. „Grzybek” i kasy biletowe zostały rozebrane w związku z planowaną budową w ich miejscu centrum handlowego. Ostatecznie plan nie został zrealizowany, a pusta działka w 2008 r. przeszła na własność szwedzkiego koncernu Inter Ikea. Nowy inwestor w latach 2011–2012 wzniósł na miejscu „Grzybka” biurowiec Brama Portowa I.